# Ilıca, Havza
Ilıca là một thị trấn thuộc huyện Havza, tỉnh Samsun, Thổ Nhĩ Kỳ. Dân số thời điểm năm 2010 là 689 người.